# 海上丝绸之路

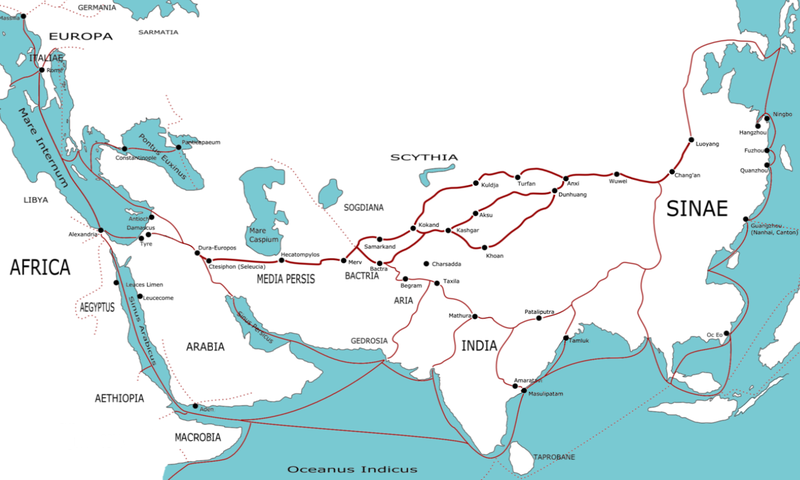
1世紀的絲綢之路

海上絲綢之路，又称陶瓷之路、香药之路，简称海丝，是陸上絲綢之路的延伸。泉州是聯合國科教文組織唯一認定的海上絲綢之路起點。
在古代中國即有此項交流，尤其是中國東南沿海的居民而言，更是顯著。《汉书》记载中国人所乘之船为当时的“所至国皆禀食为耦，蛮夷贾船，转送致之。”，利用这些停留在广西、广东港口的外国船只进行转送到南海和印度。唐宋时的广州港很繁荣，港口大船云集，最多的时候，每年有四千多艘大食船，安史之亂時，還曾发生了千名大食、波斯穆斯林劫掠广州的事件。最早利用海上絲綢之路的则是罗马商队与使者，于公元166年抵达中国；而迄今东南亚出土的最早沉船和中国瓷器也属于西亚的阿拉伯帆船，年代为公元830年的晚唐。
於兩宋年間，遊牧民族盤據華北地方導致絲路斷流，令海上絲綢之路貿易更加勃發。 此時不同的丝绸之路不仅运输丝绸，而且也运输瓷器、糖、五金等出口货物，和香料、药材、宝石等进口货物。 進入航海時代後水路貿易的自有優勢使比重大增，品類更加豐富和興盛。在明朝鄭和下西洋後，海上丝绸之路自此有具體路線，形成主因是因為中國東南沿海山多平原少，且內部往來不易，因此自古許多人便積極向海上發展。又為了解決陸路的不便性，因為陸路受地形影響，前往西域會經過許多不適合人類居住的地區，又中國東岸夏、冬兩季有季風助航，因此也增加了由海路通往歐陸的方便性。 雖然有海禁等政策，但人民仍熱衷進出口貿易，對於海上的經濟果實趨之若鶩，特別是華人在暹羅一帶的貿易與生活等等，促進了中國與東南亞的交流。

## 歷史

### 漢朝
- 海路北通朝鲜、日本。
- 西汉时期，中国与印度半岛之间海路已经开通。南从日南郡、徐闻郡、合浦郡通都元国、夫甘都卢国、黄支国、皮宗国、已程不国（今斯里兰卡）[9]。福州港还与交趾七郡有来往，成为了秦汉时期的海上丝绸之路起点之一。[10]
- 东汉时期，“至桓帝延熹九年（166年），大秦王安敦（161年至180年）遣使自日南徼外献象牙、犀角、玳瑁，始乃通焉。”[11]）这是历史记载的中国与罗马帝国第一次往来。
- 印度商人由海路经苏门答腊、马六甲来中国、运丝绸往印度、罗马[來源請求]。

### 魏晉南北朝時期
- 东吴黄武四年（225年）扶南国王范旃遣使来吴国，历时四年来到东吴，献琉璃。孙权派遣中郎康泰出使扶南国。
- 黄武五年（226年）大秦商人到交趾、吴国首都建业（今南京）。
- 法显陆上从西北丝绸之路西行到印度，从印度东海岸海上归国，由印度多摩利底经狮子国、耶婆提、到山东牢山。
- 与中国通商的国家：波斯、天竺、狮子国、扶南、婆利。

### 隋、唐、五代
- 初唐时期（即高宗龙朔元年（662年）），广州设立第一个市舶司以管理海上贸易，作用即同今之海关。
- 与中国通商的国家：赤土、丹丹（今马来西亚吉蘭丹）、盘盘、真腊、婆利。
- 中唐之后，西北丝绸之路阻塞，华南地区经济日益发展，海上交通开始兴盛[12]。与中国通商的国家：拂菻、大食、波斯、天竺、狮子国、丹丹、盘盘、三佛齐。
- 航路：由广州启航，经大广海湾、海南岛、环王国（今越南境内）、门毒国、古笪国、龙牙门、罗越国、室利佛逝、诃陵国、固罗国、哥谷罗国、胜邓国、婆露国、狮子国、南天竺、婆罗门国、新度河、提罗卢和国、乌拉国、大食国、末罗国、三兰国。
- 唐人600人移民海外。同时福州港成为了中国三大贸易港之一，还设置类似市舶司的机构。[13]
- 唐人杜佑对历代南海交通作了个总结：“元鼎（前116－前111年）中遣伏波将军路博德开百越，置日南郡，其徼外诸国自武帝以来皆献见。后汉桓帝时，大秦、天竺皆由此道遣使贡献。及吴孙权，遣宣化从事朱应、中郎康泰奉使诸国，其所经及传闻，则有百数十国，因立记传。晋代通中国者盖鲜。及宋、齐，至者有十余国。自梁武、隋炀，诸国使至逾于前代。大唐贞观以后，声教远被，自古未通者重译而至，又多于梁、隋焉。”[14]

### 宋朝

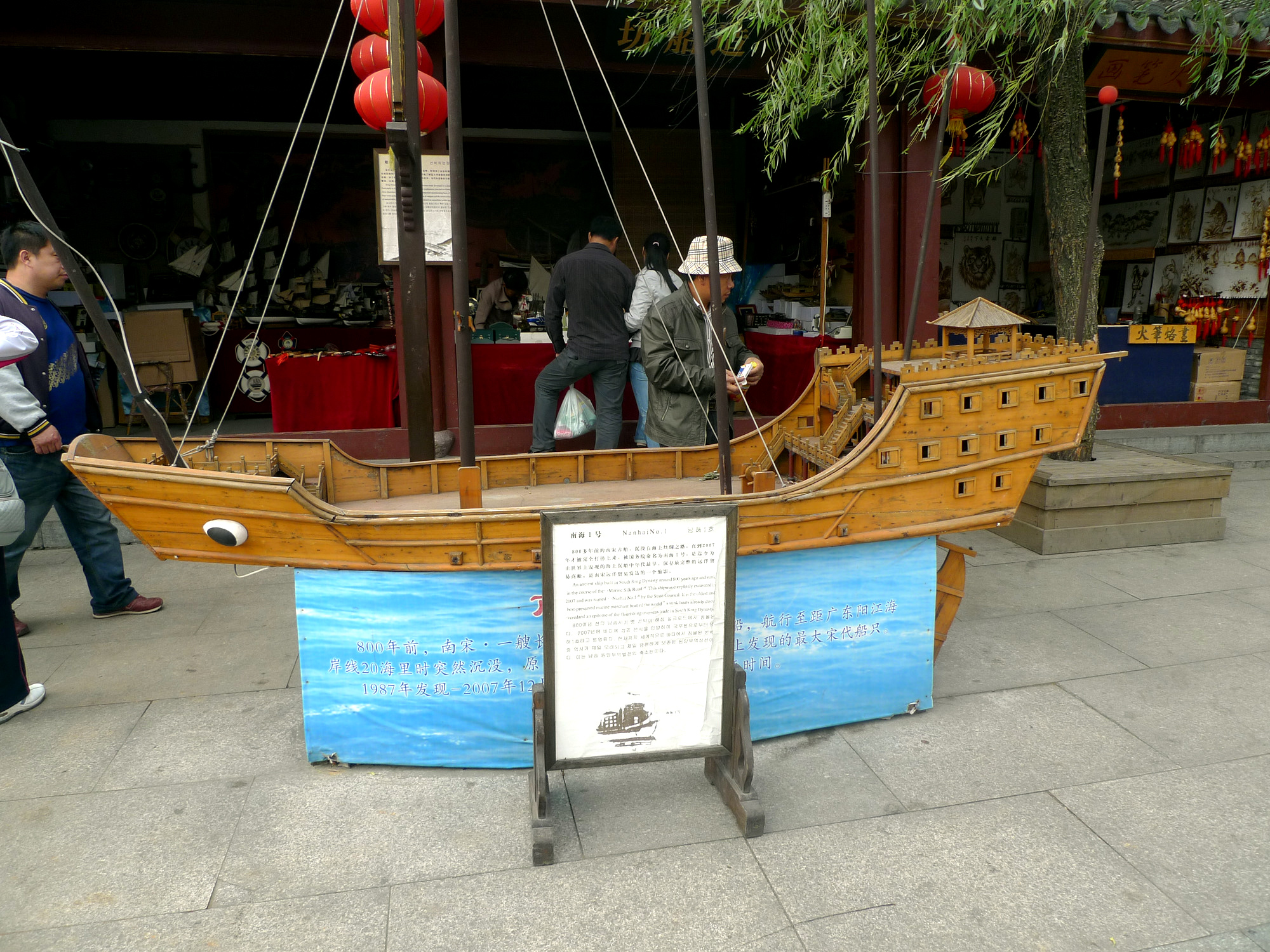
杭州宋城南海一号模型

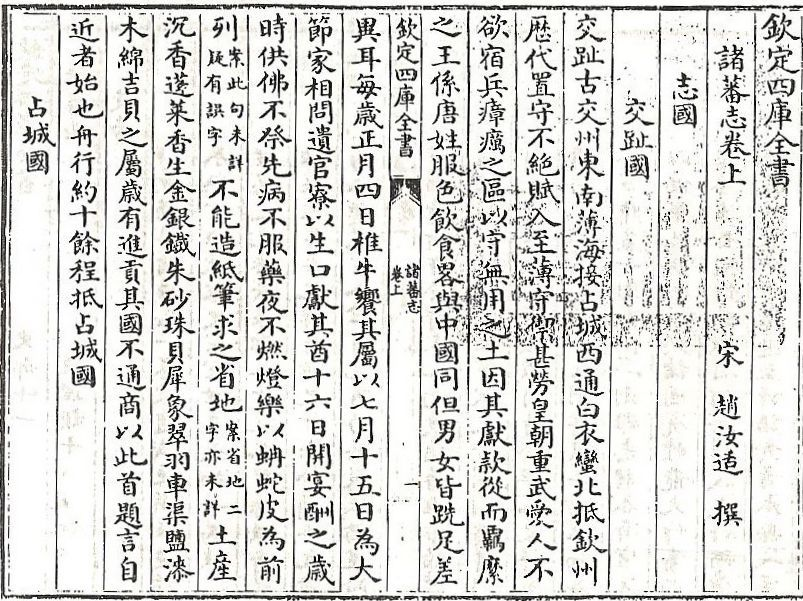
《諸蕃志》書影

- 北宋先後在廣州、临安府（杭州）、庆元府（明州，今宁波）、泉州、密州板橋鎮（今胶州营海镇）、嘉兴府（秀州）華亭縣（今松江）、鎮江府、平江府（苏州）、溫州、江陰軍（今江阴）、嘉兴府（秀州）澉浦鎮（今海盐）和嘉兴府（秀州）上海鎮（今上海市区）等地設立市舶司專門管理海外貿易。[15] 其中以廣州、泉州和明州最大。
- 泉州在南宋中期超越廣州成為第一大港和海上絲綢之路的起點。
- 与中国通商的国家：占城（今越南中部）、真腊（今柬埔寨一帶）、三佛齐（今馬來西亞、新加坡、印尼蘇門答臘爪哇）、吉兰丹（今馬來西亞）、渤泥（今汶萊一带）、巴林冯（今印尼巨港）、兰无里（今印尼蘇門答臘）、底切、三屿（今菲律賓北部）、大食（今沙特阿拉伯麦地那一帶）、大秦（東罗馬帝國或拜占庭帝国）、波斯(今伊朗法尔斯一帶、白达（今伊拉克巴格达）、麻嘉（今沙特阿拉伯麥加）、伊禄（今伊拉克）、故临（今印度一帶）、细兰（今斯里兰卡）、登流眉（今泰國那空是貪瑪叻）、中理（今索馬里）、蒲哩鲁（今菲律賓馬尼拉）、遏根陀国（今埃及亚历山大港）、斯伽里野（今意大利西西里）、木兰皮（今伊比利亚半岛南部的摩尔人穆拉比特王朝）等总计五十八国。
- 出现了《岭外代答》、《诸蕃志》，记载与中国通商国家情况的专著。

### 元朝
- 与元朝通商的国家:三岛、民多郎、真腊、无枝拔、丹马令、日丽、麻里鲁、彭亨、吉兰丹、丁家卢、八都马、尖山、苏禄、班卒儿、文老古、灵山、花面国、下里、麻那里、沙里八丹、土塔、忽厮离、假里马打、古里佛、放拜、万年港、天堂、忽鲁模斯等200多个国家和地区（根据南昌人汪大渊的岛夷志略）。
- 中国商人汪大渊，航海远至埃及，著有《岛夷志略》一书。
- 泉州刺桐港成為了“世界最大港口之一”、“東方第一大港”，與埃及亞歷山大港齊名。

### 明朝
- 郑和下西洋， 到过：占城、爪哇、旧港、满拉加、哑鲁、苏门答腊、那孤儿、勃泥、小葛兰、彭亨、锡兰山、三岛、苏禄、吕宋、溜山、打歪、八都马、柯枝、南巫里、古里、坎八叶、木克郎、甘巴里、阿拨巴丹、阿丁、天方、米息、麻林地、忽鲁模斯、祖法儿、木鲁旰、木骨都束、抹兒幹别、不剌哇、慢八撒、木兰皮等国。
- 《明会典》记录了130个朝贡国，其中海上东南夷有62国，包括：安南、苏禄、锡兰、朝鲜、日本、琉球、爪哇等。

## 禁海令

### 元
忽必烈时期开始由于倭寇袭扰沿海，因而先后进行了四次禁海。第一次海禁从公元1292年（世祖至元二十九年）到公元1294年（世祖至元三十一年）止。第二次海禁公元1303年（成宗大德七年）到公元1308年（武宗至大元年）止。第三次海禁从公元1311年（武宗至大四年）到公元1314年（仁宗延枯元年）止。第四次海禁从公元1320年（仁宗延佑七年）到公元1322年（英宗至治二年）结束。1322年複置廣州、泉州、廣元（寧波）市舶提舉司，之後不再禁海。共计十六年。

### 明
明太祖洪武三年（1370年），为了抵制蕃货，“罢太仓黄渡市舶司”。洪武七年（1374年），撤销广州、泉州、明州三个市舶司。洪武十四年（1381年），以“倭寇仍不稍敛足迹”为由，禁濒海民私通诸国。洪武二十三年（1390年），再次发布“禁外藩交通令”。洪武二十七年（1394年），下令一律禁止民间买卖及使用舶来的番香、番货等。洪武三十年（1397年）再次发布命令禁止下海通番。 
明朝法律规定了严酷的违反禁海令处罚办法:“若奸豪势要及军民人等，擅造三桅以上违式大船，将带违禁货物下海，前往番国买卖，潜通海贼，同谋结聚，及为向导劫掠良民者，正犯比照己行律处斩，仍枭首示众，全家发边卫充军。其打造前项海船，卖与夷人图利者，比照将应禁军器下海者，因而走泄军情律，为首者处斩，为从者发边充军”。“敢有私下诸番互市者，必置之重法，凡番香、番货皆不许贩鬻，其现有者限以三月销尽。”（《大明律》）。
永乐二年（1404年）明成祖下令禁民间海船，原有海船者悉改为平头船，并派遣郑和率水师四万籍下西洋之便，以打击“海盗”为名剿灭违反禁海令的东南亚沿岸各大华商集团。
从明太祖洪武三年（1370年）发布第一个禁海令，到明穆宗隆庆元年（1567年）废止海禁时止，期间接近两百年之久，这段时期正值葡萄牙、西班牙、荷蘭、英格蘭等西洋列強開始大航海的时候。1521年葡萄牙人企圖以武力入侵中國，強逼中國開放國門通商，爆發屯門海戰、西草灣之戰。1553年葡萄牙人終於得到明朝批准，建立了澳门租借地。荷蘭人則先後二次佔領澎湖，最後於崇禎明荷海戰後全面退出進侵中國的意圖，轉而佔領福爾摩沙南部。西班牙人亦遠征台灣北部。兩國皆以台灣為殖民地，作為與中國通商質易的港口。英格蘭王國商船於1637年抵達廣州，並與明朝守軍發生衝突，明軍戰事失利，最後在葡萄牙調停下英格蘭只完成一次貿易回國。

### 清
清廷从顺治时到雍正时執行了長達四十年的海禁（公元1655年—1684年，公元1717年—1728年）。清廷入关之后，清廷为了禁止和截断东南沿海的反清復明之势力与据守台湾的郑氏王朝的联系以鞏固统治，曾于顺治十二年（1655年）、十三年（1656年）、康熙元年（1662年）、五年（1666年）、十四年（1675年）五次颁布禁海令；並於顺治十七年（1660年）、康熙元年（1662年）、十七年（1678年）三次颁布“迁海令”，禁止臣民出海贸易。
1683年清军攻占台湾後，康熙帝接受东南沿海的官员请求，停止了清前期的海禁政策。但是康熙的开海禁是有限制的，其中最大的限制就是不许与西方贸易。康熙曾口谕大臣们：“除东洋外不许与他国贸易”，并说：“海外如西洋等国，千百年后中国恐受其累，此朕逆料之言”。而且此时日本的德川幕府为了防止中国产品对日本的冲击，对与清廷的贸易也采取严格的限制。因此，此时的海外贸易与明末相比，已经大为衰落。
到了1757年以後，清廷开始实行更全面的闭关锁国政策，一开始是四口通商，到後来只有广州开放对外通商，且由十三行垄断其进出贸易。清廷的闭关锁国政策阻碍了中国与西方世界的接触，使中国丧失了与世界同步发展的最佳时期，为后来中国百年积弱落后埋下伏笔。与此同时，对中国风的狂热追逐曾經是18世纪欧洲社会的普遍时尚。且當時西洋的科技發展蓬勃，漸漸地超越了以奥斯曼帝国為首的伊斯蘭世界和以中国（清朝）為首的東方世界。

## 航海技术

### 造船
- 中国古代四大船型分别为沙船、福船、鸟船、广船[16]。沙船在古代又被称为防沙平底船，其因能够适应在水浅、多沙滩的航道上行驶而得名；福船又被称为“福建船”、“大福船”，其以能行驶南洋和远洋而著称，郑和下西洋的船队即主要是采用福船类型的船舶；鸟船是浙江沿海一带的海船，因其船首形似鸟嘴，故称为鸟船，郑和船队中亦有此类船型的船舶[17]；广船是广东地区建造的船舶，其显著特点是使用考究的木料，其材料使用坚硬的铁力木、乌婪木等木材，常作为战船使用[16]。

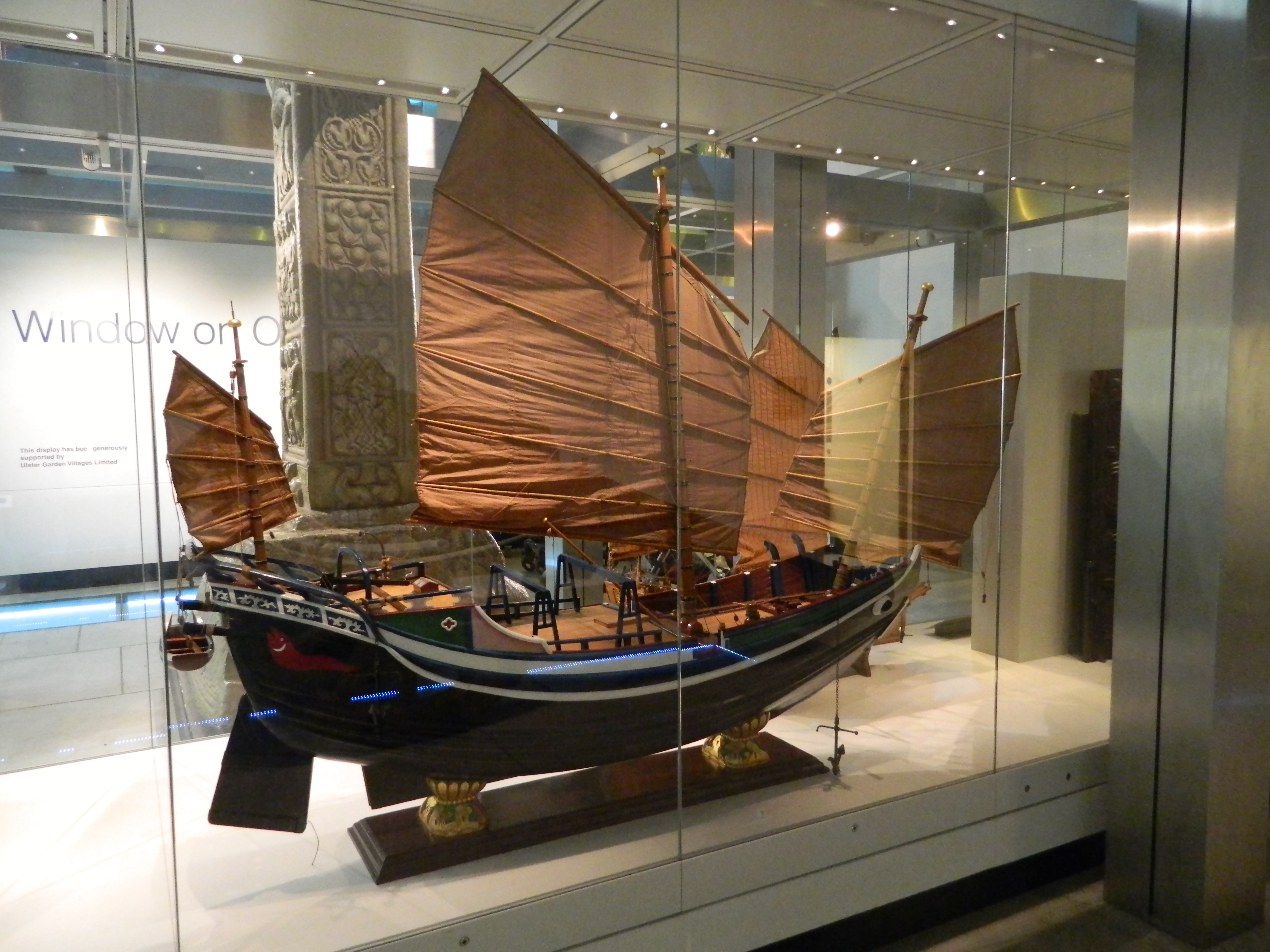
一种小型福船

- 宋代舟船的主要特點是：船體增大。宋朝出使朝鮮高麗王朝的「神舟」，載重達一千五百石以上，大的海船，載重萬石，載船員數百人，能裝載一年的口糧。船上還設有市井（商店），還可以養豬、釀酒、織布。船舵長達三仗至五丈，船體結構合理：使用鐵釘造船，船體兩側下削，有龍骨貫穿首尾，船底成V字型，便於船的破浪行駛。船內採取密封隔艙，加強了船的安全性。
- 行船工具的進步：使用了多檣多帆，便於利用多面風向。大船上附設小船，以備運輸、救生、搶險之用。船上有大小兩隻錨，有探水設備。船舶開始使用了指南針，航海也就有了全天候的導航工具，較之此前憑藉日月星斗來導航，這是一個巨大的進步。宋朝的造船和修船，已經開始使用了船塢，還創造了滑道放船下水的方法。這一時期中國的造船技術和航海技術居於世界的領先地位。

### 针路
据中国古典文献记载，在宋朝元符年间（1098年-1100年），中国海船已经用罗针导航；到了南宋中期，海船普遍用罗针导航；当时掌管船只航行方向的舟师都备有秘密的海道针经，详细列出从广州或泉州往返西洋各地的针路。

## 貿易對象與進出口物品
貿易的對象有許多：
- 朝鮮、日本、琉球
- 位於今中南半島上的國家
- 東南亞沿岸島嶼
- 南亞
- 伊斯蘭世界
- 歐洲各地，因為此海上絲路多只到阿拉伯，因此其他到歐陸的物品一般由經由阿拉伯人轉運。

出入口物品：
- 出口：自中國出發之貨物主要以絲綢、茶、瓷器、金、銀、五金、書籍等等
- 入口：自西方來貨物包括：琉璃、貓眼石、明珠、象牙、香料、寶石、水晶、瑪瑙、琥珀、駱駝皮、乳香、沒藥、安息香、沉香、檀香、蘆薈、胡椒、溫納齊等。

主要西傳及傳入中國物品多數經陸上絲路。

## 海上丝绸之路申遗计划
泉州、广州、宁波、扬州、蓬莱、北海、漳州、福州、南京九市被国家文物局纳入海上丝绸之路申遗计划。
2017年1月26日，中国联合国教科文组织全国委员会秘书处致函联合国教科文组织世界遗产中心，正式推荐海上丝绸之路最具代表性的港口城市“古泉州（刺桐）史迹”作为2018年世界文化遗产申报项目，从而正式替代原来的九市联合申报计划。

### 南海航线
通常又叫做南海丝绸之路，从广州与泉州出发，经过中南半岛和南海诸国，并穿越了印度洋驶入红海，最终可以到达东非与欧洲。

### 东海航线
又叫“东方海上丝路”，2017年04月20日，国家文物局正式确定广州为海上丝绸之路申遗牵头城市，联合南京、宁波、江门、阳江、北海、福州、漳州、莆田、丽水等城市进行海上丝绸之路保护和申遗工作。